# 泰兹
泰兹（法語：Thèze，法語發音：[tɛz]）是法国大西洋比利牛斯省的一个市镇，位于该省东北部，属于波城区。

## 地理
泰兹（43°28'35"N, 0°20'56"W）面积7.93 平方千米，位于法国新阿基坦大区大西洋比利牛斯省，该省份为法国东南部省份，涵盖了贝阿恩与北巴斯克，西临大西洋比斯開灣，北至朗德省，东北接热尔省，东临上比利牛斯省，南与西班牙接壤。
与泰兹接壤的市镇（或旧市镇、城区）包括：阿尔热洛斯、欧加、欧里亚克、加尔莱德蒙代巴、拉隆凯特、莱姆、米奥桑拉尼斯、维旺。

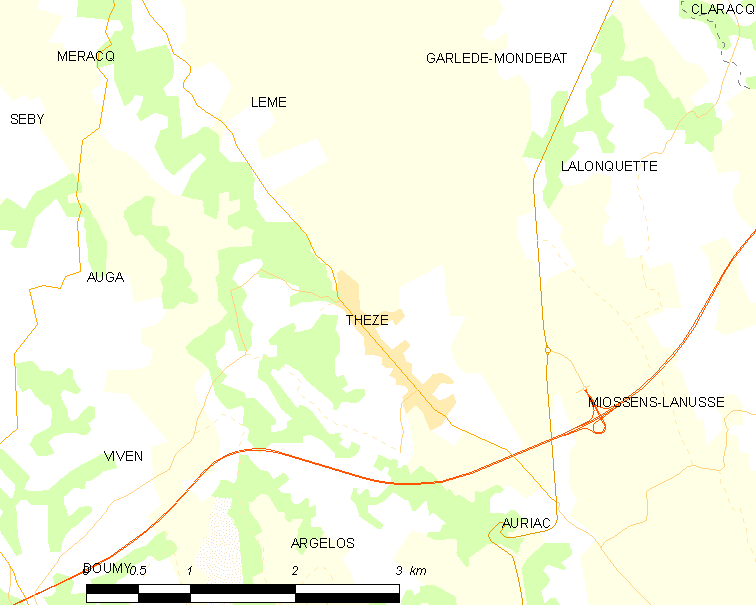
泰兹的OSM定位图

泰兹的时区为UTC+01:00、UTC+02:00（夏令时）。

## 行政
泰兹的邮政编码为64450，INSEE市镇编码为64536。

## 政治
泰兹所属的省级选区为吕伊河土地和维克比伊山坡县。

## 人口

1962-2008年间泰兹人口变化图示

泰兹于2022年1月1日时的人口数量为890人。